# Normandie (lớp thiết giáp hạm)
Lớp thiết giáp hạm Normandie là những thiết giáp hạm thế hệ dreadnought được Hải quân Pháp đặt hàng trước Chiến tranh Thế giới thứ nhất. Được đặt tên theo những tỉnh của nước Pháp, chúng đã không thể hoàn tất do hoàn cảnh chiến tranh buộc phải ngưng việc chế tạo. Một số đề nghị tái cấu trúc chúng được đưa ra sau chiến tranh, nhưng sau cùng chúng bị tháo dỡ theo những điều khoản của Hiệp ước Hải quân Washington. Chỉ có một chiếc, Béarn, được hoàn tất như một tàu sân bay.

## Thiết kế
Lớp Normandie được chấp thuận theo Đạo luật Hải quân Pháp ngày 30 tháng 3 năm 1912, và việc đặt hàng bốn chiếc được thực hiện trong những năm 1912-1913. Chiếc thứ năm, Béarn, được chấp thuận vào ngày 3 tháng 12 năm 1913, để đảm bảo rằng một hải đội bao gồm bốn chiếc luôn luôn sẵn sàng hoạt động.
Đặc tính nổi bật nhất trong thiết kế là việc áp dụng tháp pháo bốn nòng vào lúc mà tháp pháo nòng đôi rất phổ biến và tháp pháo ba nòng vẫn còn hiếm. Việc tập trung dàn pháo chính trên ít tháp pháo hơn sẽ tiết kiệm được trọng lượng. Dàn pháo chính bao gồm mười hai khẩu pháo 340 mm có thể so sánh tốt với lớp Iron Duke của Anh Quốc vốn vừa được hạ thủy vào lúc mà Normandie được đặt hàng, nhưng sẽ bị vượt qua bởi kiểu pháo 380 mm (15 inch) sẽ được đưa vào sử dụng trên những thiết giáp hạm mới hơn của Anh và Đức.
Vỏ giáp của lớp tàu này, lên đến 300 mm (11,8 inch) ở chỗ dày nhất, so sánh được một cách rộng rãi với những con tàu khác cùng thế hệ. Bốn chiếc đầu tiên trong lớp được thiết kế với hệ thống động lực kết hợp cả turbine hơi nước dành cho tốc độ và động cơ hơi nước ba buồng bành trướng để di chuyển đường trường; một cách sắp xếp giúp tiết kiệm nhiên liệu khi di chuyển ở tốc độ chậm. Riêng thiết kế của Béarn dự định chuyển hoàn toàn sang động cơ turbine. Tuy nhiên, cuối cùng Béarn vẫn được trang bị động cơ hỗn hợp giống như những chiếc còn lại trong lớp. Tốc độ thiết kế khi sử dụng khi sử dụng cả động cơ hơi nước và turbine là 21,5 knot, tương đương với lớp thiết giáp hạm Bretagne trước đó mà chúng dự định để hoạt động phối hợp.

## Số phận
Công việc chế tạo lớp Normandie bị tạm ngừng do việc Chiến tranh Thế giới thứ nhất nổ ra, vì mọi nguồn lực được dành cho nhu cầu của Lục quân. Bốn chiếc đầu tiên đã được đóng đến mức được cho hạ thủy, nhưng cũng chỉ nhằm dành chỗ trống trên ụ tàu cho những mục đích khác. Một số nồi hơi dự định dành cho chúng được trang bị cho các tàu phóng lôi; và một số pháo hạng nặng được sử dụng cho pháo binh mặt đất, bao gồm một số bị Đức chiếm và sử dụng chống lại lực lượng Pháp; một số khác được sử dụng để thay thế cho các khẩu pháo bị hao mòn trên những chiếc thuộc lớp Bretagne.
Sau khi chiến tranh kết thúc, đã có một số đề nghị tái cấu trúc được đưa ra theo một thiết kế mới, theo đó tốc độ sẽ đạt được 24 knot, cải tiến hệ thống điều khiển hỏa lực, nâng cấp vỏ giáp và các khẩu pháo sẽ biến chúng thành những tàu chiến hiện đại hữu ích. Người ta cũng đề nghị trang bị cho Béarn hệ thống động lực turbine mới để đạt được tốc độ 25 knot và có thể là dàn pháo chính 16 inch hoàn toàn mới. Tuy nhiên những đề nghị này tỏ ra quá tốn kém. Khi mà hầu hết tàu chiến Hải quân Đức đã bị đánh đắm và Ý sẵn lòng từ bỏ việc chế tạo lớp thiết giáp hạm Caracciolo mới nhất, người ta dễ dàng quyết định ký kết Hiệp ước Hải quân Washington và tiết kiệm được chi phí hoàn tất những con tàu. Bốn chiếc đầu tiên được tháo dỡ trong những năm 1924-1929; riêng Béarn được giữ lại thoạt tiên là để thử nghiệm với máy bay và sau đó là một tàu sân bay. Bị ngăn trở bởi tốc độ chậm, nó không phải là một tàu sân bay thành công, nhưng vẫn được giữ lại phục vụ cho đến Chiến tranh Thế giới thứ hai. Sau khi gia nhập lực lượng Pháp Tự do, nó phục vụ cùng lực lượng Đồng Minh trong vai trò vận chuyển máy bay cho đến hết chiến tranh.

## Những chiếc trong lớp
| Tàu       | Đặt lườn            | Hạ thủy              | Hoạt động        | Số phận      |
| Normandie | 18 tháng 4 năm 1913 | 19 tháng 10 năm 1914 |                  | Tháo dỡ 1924 |
| Languedoc | 18 tháng 4 năm 1913 | 1 tháng 5 năm 1916   |                  | Tháo dỡ 1929 |
| Flandre   | 1 tháng 10 năm 1913 | 20 tháng 10 năm 1914 |                  | Tháo dỡ 1924 |
| Gascogne  | 1 tháng 10 năm 1913 | 20 tháng 9 năm 1914  |                  | Tháo dỡ 1924 |
| Béarn     | 10 tháng 1 năm 1914 | tháng 4 năm 1920     | tháng 5 năm 1927 | Tháo dỡ 1967 |

## Những hình ảnh
- Tập tin:Tập
- Tập tin:Tập